# Ministri del turismo e dello spettacolo della Repubblica Italiana
I ministri del turismo e dello spettacolo della Repubblica Italiana si sono avvicendati dal 1959 al 1994, quando il dicastero fu soppresso a seguito dell'esito favorevole di un referendum abrogativo.
Le sue funzioni furono trasferite a due appositi dipartimenti della Presidenza del Consiglio: il dipartimento del turismo e il dipartimento dello spettacolo, per i cui ulteriori sviluppi amministrativi si rimanda ai rispettivi articoli.

## Lista
| Ministro                                                       | Ministro         | Ministro                                      | Partito                                 | Governo          | Mandato          | Mandato          | Leg.           |
| Ministro                                                       | Ministro         | Ministro                                      | Partito                                 | Governo          | Inizio           | Fine             | Leg.           |
| -------------------------------------------------------------- | ---------------- | --------------------------------------------- | --------------------------------------- | ---------------- | ---------------- | ---------------- | -------------- |
| Turismo e spettacolo                                           |                  |                                               |                                         |                  |                  |                  |                |
|                                                                |                  | Umberto Tupini (1889-1973)                    | Democrazia Cristiana                    | Segni II         | 29 agosto 1959   | 26 marzo 1960    | III            |
| Tambroni                                                       | 26 marzo 1960    | Umberto Tupini (1889-1973)                    | Democrazia Cristiana                    | 27 luglio 1960   |                  |                  | III            |
|                                                                |                  | Alberto Folchi (1897-1977)                    | Democrazia Cristiana                    | Fanfani III      | 27 luglio 1960   | 22 febbraio 1962 | III            |
| Fanfani IV                                                     | 22 febbraio 1962 | Alberto Folchi (1897-1977)                    | Democrazia Cristiana                    | 22 giugno 1963   |                  |                  | III            |
| Leone I                                                        | 22 giugno 1963   | Alberto Folchi (1897-1977)                    | Democrazia Cristiana                    | 5 dicembre 1963  | IV               |                  |                |
|                                                                |                  | Achille Corona (1914-1979)                    | Partito Socialista Italiano             | Moro I           | IV               | 5 dicembre 1963  | 23 luglio 1964 |
| Moro II                                                        | 23 luglio 1964   | Achille Corona (1914-1979)                    | Partito Socialista Italiano             | 24 febbraio 1966 | IV               |                  |                |
| Moro III                                                       | 24 febbraio 1966 | Achille Corona (1914-1979)                    | Partito Socialista Italiano             | 25 giugno 1968   | IV               |                  |                |
|                                                                |                  | Domenico Magrì (1903-1983)                    | Democrazia Cristiana                    | Leone II         | 25 giugno 1968   | 13 dicembre 1968 | V              |
|                                                                |                  | Lorenzo Natali (1922-1989)                    | Democrazia Cristiana                    | Rumor I          | 13 dicembre 1968 | 6 agosto 1969    | V              |
|                                                                |                  | Giovanni Battista Scaglia (1910-2006)         | Democrazia Cristiana                    | Rumor II         | 6 agosto 1969    | 28 marzo 1970    | V              |
|                                                                |                  | Giuseppe Lupis (1896-1979)                    | Partito Socialista Democratico Italiano | Rumor III        | 28 marzo 1970    | 6 agosto 1970    | V              |
|                                                                |                  | Matteo Matteotti (1921-2000)                  | Partito Socialista Democratico Italiano | Colombo          | 6 agosto 1970    | 18 febbraio 1972 | V              |
|                                                                |                  | Giovanni Battista Scaglia (1910-2006)         | Democrazia Cristiana                    | Andreotti I      | 18 febbraio 1972 | 26 giugno 1972   | V              |
|                                                                |                  | Vittorio Badini Confalonieri (1914-1993)      | Partito Liberale Italiano               | Andreotti II     | 26 giugno 1972   | 8 luglio 1973    | VI             |
|                                                                |                  | Nicola Signorello (1926-2022)                 | Democrazia Cristiana                    | Rumor IV         | 8 luglio 1973    | 15 marzo 1974    | VI             |
|                                                                |                  | Camillo Ripamonti (1919-1997)                 | Democrazia Cristiana                    | Rumor V          | 15 marzo 1974    | 23 novembre 1974 | VI             |
|                                                                |                  | Adolfo Sarti (1928-1992)                      | Democrazia Cristiana                    | Moro IV          | 23 novembre 1974 | 12 febbraio 1976 | VI             |
| Moro V                                                         | 12 febbraio 1976 | Adolfo Sarti (1928-1992)                      | Democrazia Cristiana                    | 30 luglio 1976   |                  |                  | VI             |
|                                                                |                  | Dario Antoniozzi (1923-2019)                  | Democrazia Cristiana                    | Andreotti III    | 30 luglio 1976   | 13 marzo 1978    | VII            |
|                                                                |                  | Carlo Pastorino (1925-2011)                   | Democrazia Cristiana                    | Andreotti IV     | 13 marzo 1978    | 21 marzo 1979    | VII            |
|                                                                |                  | Egidio Ariosto (1911-1998)                    | Partito Socialista Democratico Italiano | Andreotti V      | 21 marzo 1979    | 5 agosto 1979    | VII            |
|                                                                |                  | Bernardo D'Arezzo (1922-1985)                 | Democrazia Cristiana                    | Cossiga I        | 5 agosto 1979    | 4 aprile 1980    | VIII           |
| Cossiga II                                                     | 4 aprile 1980    | Bernardo D'Arezzo (1922-1985)                 | Democrazia Cristiana                    | 18 ottobre 1980  |                  |                  | VIII           |
|                                                                |                  | Nicola Signorello (1926-2022)                 | Democrazia Cristiana                    | Forlani          | 18 ottobre 1980  | 28 giugno 1981   | VIII           |
| Spadolini I                                                    | 28 giugno 1981   | Nicola Signorello (1926-2022)                 | Democrazia Cristiana                    | 23 agosto 1982   |                  |                  | VIII           |
| Spadolini II                                                   | 23 agosto 1982   | Nicola Signorello (1926-2022)                 | Democrazia Cristiana                    | 1º dicembre 1982 |                  |                  | VIII           |
| Fanfani V                                                      | 1º dicembre 1982 | Nicola Signorello (1926-2022)                 | Democrazia Cristiana                    | 4 agosto 1983    |                  |                  | VIII           |
|                                                                |                  | Lelio Lagorio (1925-2017)                     | Partito Socialista Italiano             | Craxi I          | 4 agosto 1983    | 1º agosto 1986   | IX             |
|                                                                |                  | Nicola Capria (1932-2009)                     | Partito Socialista Italiano             | Craxi II         | 1º agosto 1986   | 18 aprile 1987   | IX             |
|                                                                |                  | Mario Di Lazzaro (1926-1996)                  | Indipendente                            | Fanfani VI       | 18 aprile 1987   | 29 luglio 1987   | IX             |
|                                                                |                  | Franco Carraro (1939)                         | Partito Socialista Italiano             | Goria            | 29 luglio 1987   | 13 aprile 1988   | X              |
| De Mita                                                        | 13 aprile 1988   | Franco Carraro (1939)                         | Partito Socialista Italiano             | 23 luglio 1989   |                  |                  | X              |
| Andreotti VI                                                   | 23 luglio 1989   | Franco Carraro (1939)                         | Partito Socialista Italiano             | 13 aprile 1991   |                  |                  | X              |
|                                                                |                  | Carlo Tognoli (1938-2021)                     | Partito Socialista Italiano             | Andreotti VII    | 13 aprile 1991   | 28 giugno 1992   | X              |
|                                                                |                  | Margherita Boniver (1938)                     | Partito Socialista Italiano             | Amato I          | 28 giugno 1992   | 29 aprile 1993   | XI             |
|                                                                |                  | Carlo Azeglio Ciampi (ad interim) (1920-2016) | Indipendente                            | Ciampi           | 29 aprile 1993   | 11 maggio 1994   | XI             |
| Ministero abolito a seguito del referendum abrogativo del 1993 |                  |                                               |                                         |                  |                  |                  |                |